# مرد بودن سخت است (فیلم)
مرد بودن سخت است (به انگلیسی: It's Tough Being a Man) یک فیلم کمدی ژاپنی محصول ۱۹۶۹ به کارگردانی یوجی یامادا و با بازی کیوشی آتسومی است. این فیلم اولین فیلم از سری محبوب و طولانی مدت اوتوکو وا تسورای یو است.

## خلاصه
«توراجیرو کوروما» (کیوشی آتسومی) برای اولین بار پس از ۲۰ سال از زمانی که در ۱۵ سالگی با پدر مرحومش دعوا کرد، به محله ای که در آن متولد شده بود، شیباماتا در کاتسوشیکا-کو، توکیو، توکیو در وسط زمان برگزاری جشنواره کوشین شینکو در معبد شیباماتاتایشاکوتن بازمی‌گردد و توراجیرو که بلافاصله در جشنواره شرکت می‌کند سپس در مغازه شیرینی‌پزی سنتی خانواده‌اش به نام «تورا-یا» با عمویش «کوروما تاتسوزو» (شین موریکاوا)، زن عمویش «تسونه» (چیه‌کو میساکی) و خواهرش ساکورا (چیکو بایشو)، در یک دیدار دوباره اشک می‌ریزد. تورا-سان روز بعد، خواهرش ساکورا را در یک جلسه خواستگاری با پسر یکی از رئیس‌های شرکت، همراهی می‌کند. رفتار بد و مستی تورا-سان جلسه خواستگاری را به هم می‌ریزد و شانس ازدواج ساکورا را از بین می‌برد. تورا-سان پس از درگیری شدید با عمویش بر سر رفتارش در جلسه خواستگاری، خانه را ترک می‌کند و به سمت نارا می‌رود و در آنجا با «گوزن ساما» کاهن محله توراسان و دخترش به نام «فویوکو» که همبازی دوران کودکی اش بوده و به همراه پدرش به مسافرت آمده‌است روبرو می‌شود و عاشق «فویوکو» می‌شود. در همان زمان ساکورا با یک کارگر چاپخانه به نام «هیروشی» (گین مائدا) آشنا می‌شود. در حالی که ساکورا و هیروشی با هم ازدواج می‌کنند، رابطه سطحی تورا-سان با فویوکو زود تمام می‌شود، زیرا او با مرد دیگری نامزد کرده‌است. یک سال بعد، کارت پستالی خطاب به فویوکو از توراجیرو می‌رسد. پس از شنیدن خبر تولد فرزند ساکورا، او از فویوکو می‌خواهد تا در آینده با ساکورا در تماس باشد.

## ارزیابی انتقادی
جایزه فیلم ماینیچی و کینما جونپو، کیوشی آتسومی را برای بازی در «مرد بودن سخت است» به عنوان بهترین بازیگر مرد انتخاب کردند و یامادا یوجی برنده جایزه بهترین کارگردان در جوایز فیلم شد فیلم مجله دانشگاهی ژاپنی «کینما جونپو» به «مرد بودن سخت است» امتیاز پنج از پنج ستاره را می‌دهد.

## رکورد جهانی گینس
تمامی ۴۸ اثر توسط رکوردهای جهانی گینس به عنوان طولانی‌ترین سریال جهان تأیید شده‌اند. ۵۰ اثر در این مجموعه وجود دارد، اما کیوشی آتسومی تنها در ۴۸ اثر ظاهر شده‌است، بنابراین در مجموع ۴۸ اثر تأیید شده‌است.
پس از مرگ هنرپیشه اصلی آتسومی،  «مردی که رنگین‌کمان را می‌گیرد»  در دسامبر ۱۹۹۶ اکران شد.